# Klosterkirche zur Hl. Familie (St. Ludwig)

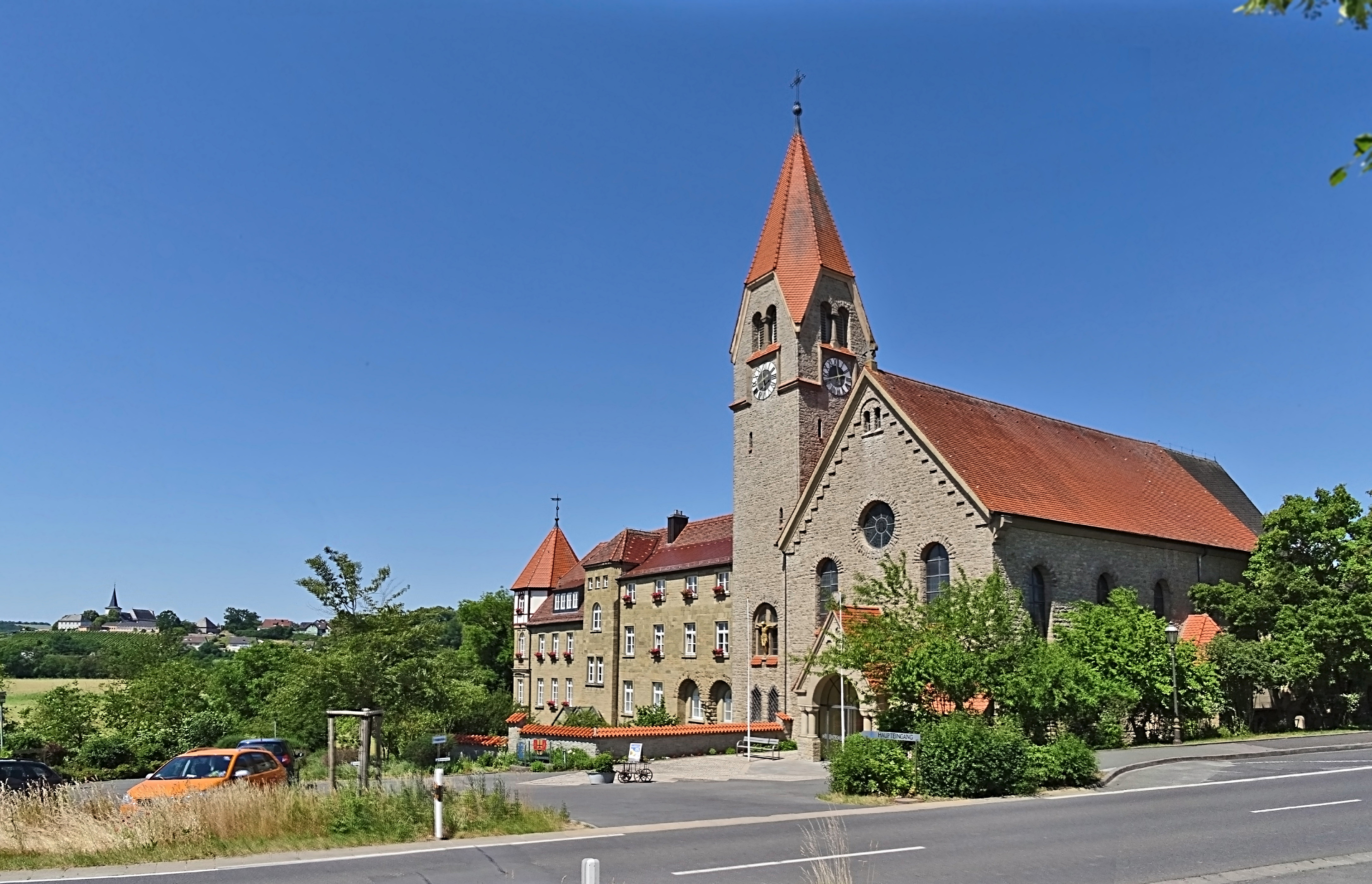
Klosterkirche zur Hl. Familie in St. Ludwig

Die römisch-katholische, denkmalgeschützte ehemalige Klosterkirche Zur Heiligen Familie steht in St. Ludwig, einem Gemeindeteil der Gemeinde Wipfeld im Landkreis Schweinfurt (Unterfranken, Bayern). Das Bauwerk ist unter der Denkmalnummer D-6-78-196-20 als Baudenkmal in der Bayerischen Denkmalliste eingetragen. Die Kirche gehört zur Pfarrei in Wipfeld in der Pfarreiengemeinschaft Luisenhöhe (Schwanfeld) im Dekanat Schweinfurt-Süd des Bistums Würzburg.

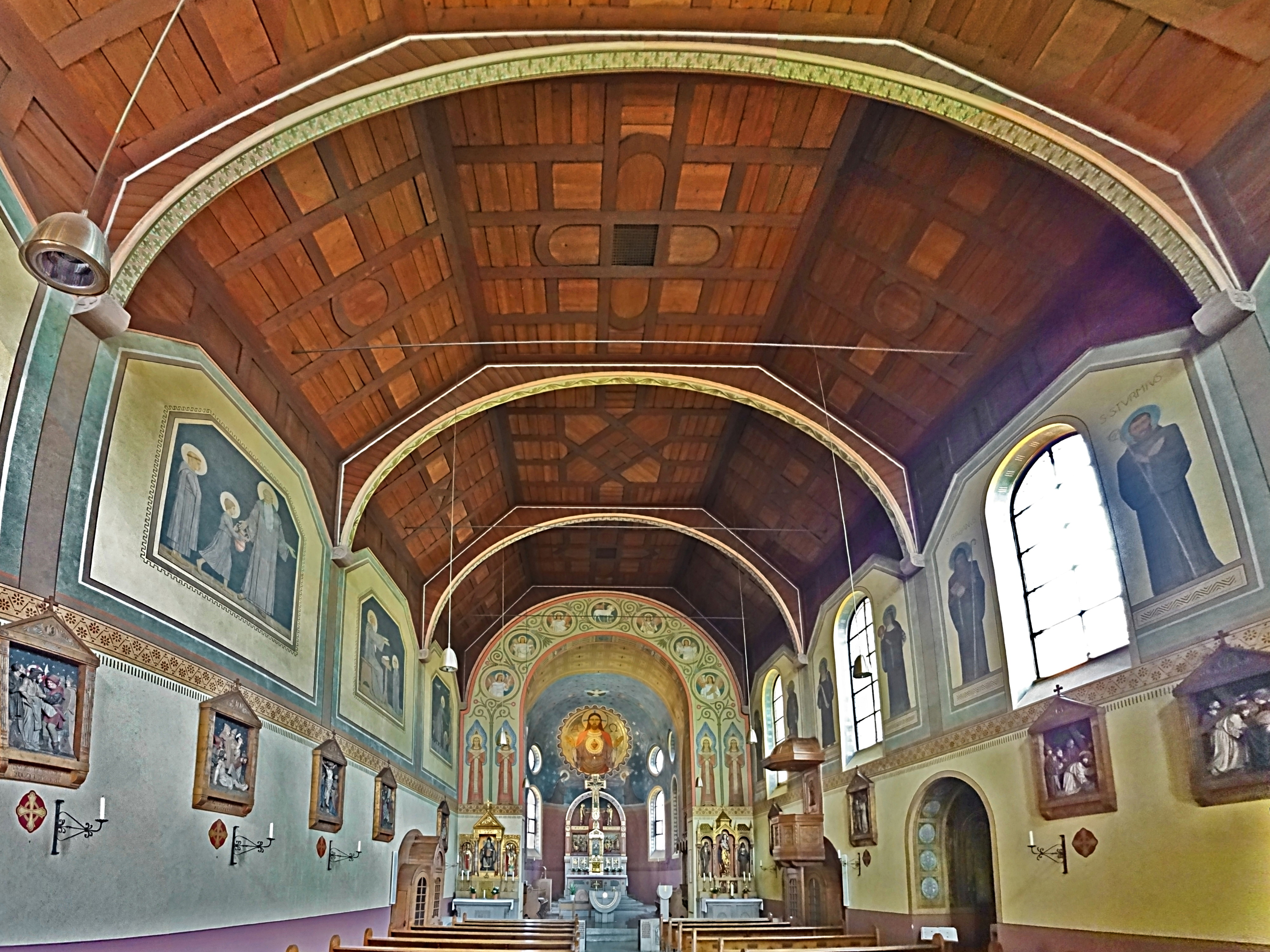
Innenansicht

## Geschichte
Ab 1810 entstand zur Nutzung von Schwefelquellen am späteren Klosterstandort das nach Ludwig I. benannte Ludwigsbad. Der Badebetrieb florierte jedoch nicht, und die Bädergebäude wurden umgenutzt und verfielen. 1901 kauften die Missionsbenediktiner von St. Ottilien das Areal und begannen mit dem Aufbau eines Klosters und einer Schule. Sie nannten die Einrichtung nach dem hl. Ludwig St. Ludwig; dieser Name ging auch auf die ehemalige Bädersiedlung über. Die Grundsteinlegung der Klosterkirche Zur Heiligen Familie war 1907, die Weihe erfolgte 1909.
1912 beschlossen die Benediktiner, die historische Abtei Münsterschwarzach neu zu gründen, und siedelten dorthin um. St. Ludwig blieb Klosterschule und Erholungsort des Konvents. Nach der Schließung der Einrichtung auf Druck des NS-Regimes wurde der Schulbetrieb 1945 wieder aufgenommen.
1963 wurde das Benediktinerinternat nach Münsterschwarzach verlegt. Die Gebäude in St. Ludwig übernahmen Oberzeller Franziskanerinnen und gründeten hier eine Mädchenschule mit Mädchenheim, das heutige Antonia-Werr-Zentrum.

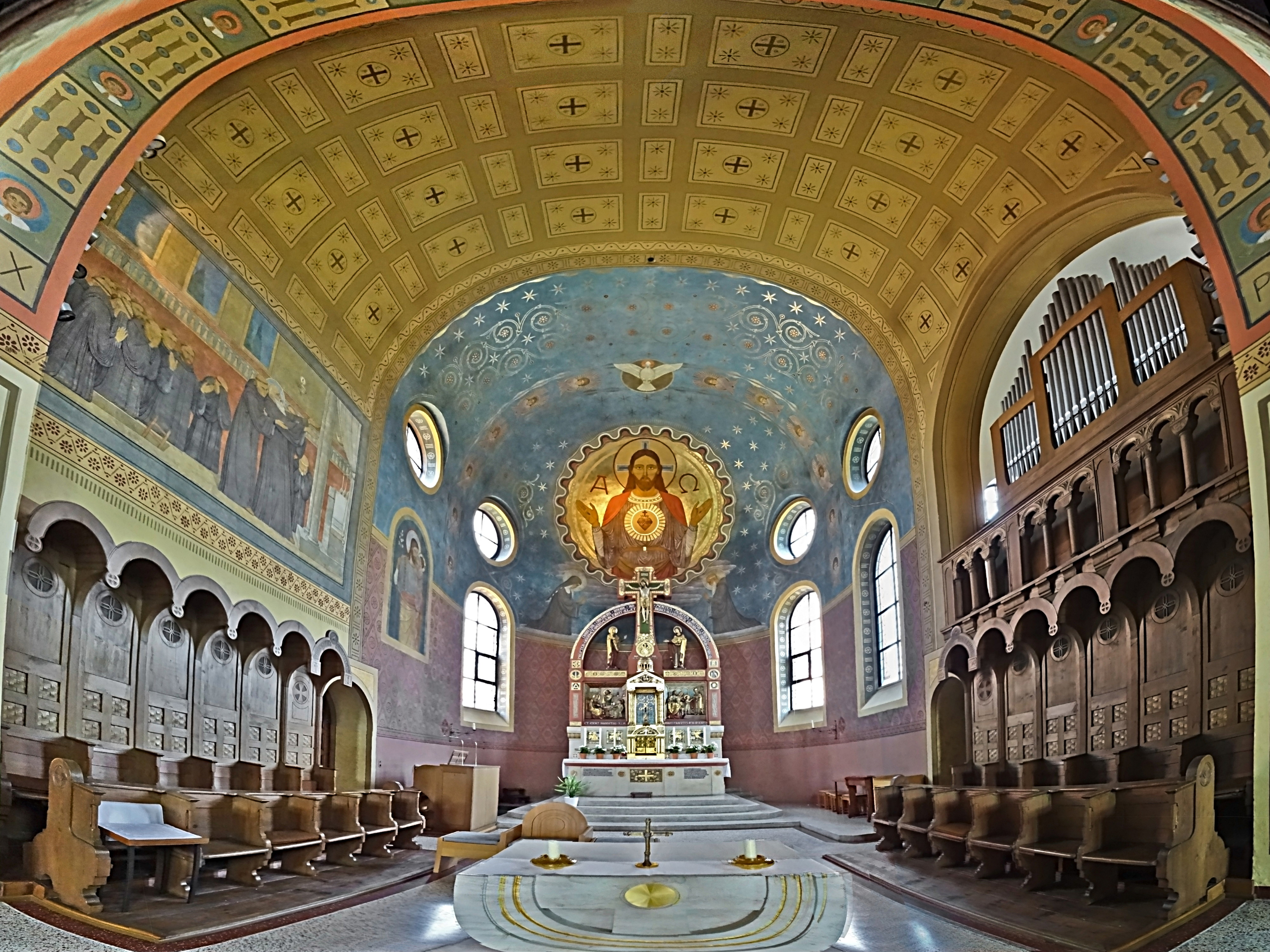
Chor der Klosterkirche

## Bau und Ausstattung

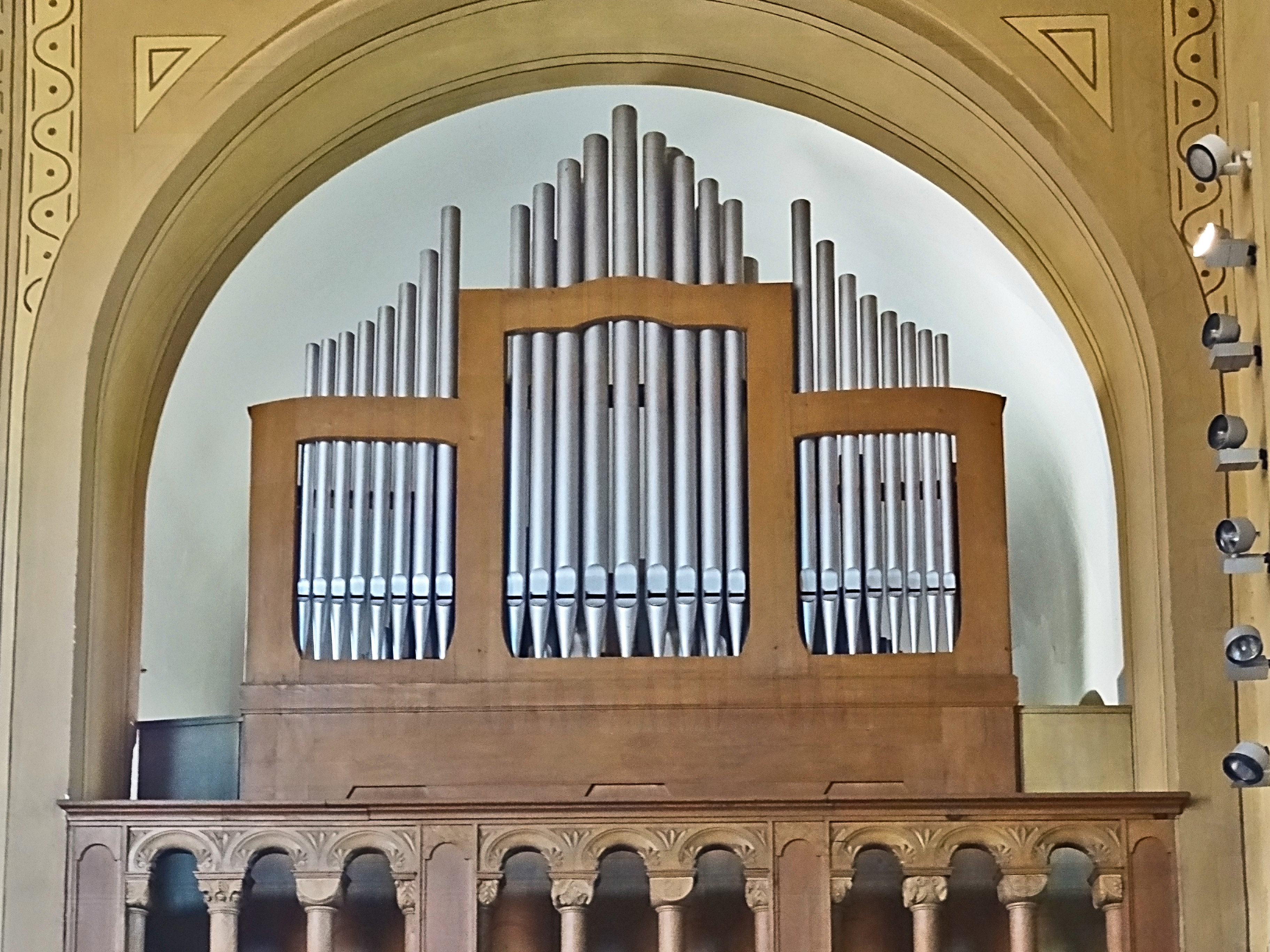
Siemann-Orgel

Die neuromanische Saalkirche besteht aus einem Langhaus, einem eingezogenen, halbrund geschlossenen Chor im Nordwesten und einem an der Südwestecke des Langhauses seitwärts stehenden Kirchturm, der mit einem achtseitigen spitzen Helm bedeckt ist. Über der Turmuhr befindet sich hinter den als Biforien gestalteten Klangarkaden der Glockenstuhl, in dem vier Kirchenglocken von 1950 hängen.
Ausstattung und Wandmalereien im Stil der Beuroner Schule sind in seltener Vollständigkeit erhalten.

## Orgel
Die Orgel auf der Empore mit 14 Registern auf zwei Manualen und Pedal wurde 1908 als Opus 213 von Willibald Siemann erbaut. Das Instrument ist mit einer, in der Firmengeschichte zum ersten Mal, der selten gebauten Transmissionslade ausgestattet. Man kann die vorhandenen Register auf beiden Manualen wahlweise unterschiedlich registrieren. Zudem zeigt der Prospekt bereits Züge des aufkommenden Freipfeifenprospektes. Das Instrument wurde 1954 von Hans Klais im neobarocken Sinne umgebaut. Die ursprüngliche Disposition lautete:
| I. Manual     |       |
| Principal     | 8′    |
| Bourdon       | 8′    |
| Gamba         | 8′    |
| Salicional    | 8′    |
| Dolce         | 8′    |
| Vox coelestis | 8′    |
| Oktav         | 4′    |
| Traversflöte  | 4′    |
| Doublette     | 2′    |
| Mixtur        | 2 ⁄3′ |

| II. Manual                                  |
| Alle Register aus I spielbar (Transmission) |

| Pedal        |     |
| Subbass      | 16′ |
| Violonbass   | 16′ |
| Stillgedeckt | 16′ |
| Violoncello  | 08′ |

- Koppeln: II/I, I/P, II/P